# Peter Hansen (journalist)
 Der er flere personer med dette navn, se Peter Hansen.
Hans Christian Peter Hansen (også P. Hansen) (født 27. april 1840, død 5. april 1905) var en dansk journalist, kritiker og litteraturhistoriker.

## Opvækst og uddannelse
P. Hansen blev født i København, han var broder til dr. Adolf Marius Hansen. Fra en tarvelig borgerskole kom han 1855 i det von Westenske Institut, dimitteredes der fra 1860 og tog året efter 2. eksamen. Endnu i sin skoletid skrev han som en parodi på en af dr. Michael Viggo Fausbøll udgiven samling: Endnu nogle danske Stile af kjøbenhavnske Pigebørn, der vakte fornøjelig opsigt. Medens han fra 1861-65 var huslærer i Nordsjælland, besvarede han (1863) Københavns Universitets prisopgave om den antikke skæbneidé i den græske tragedie og opnåede et "accessit" samt udgav en afhandling om J.L. Heibergs første polemik.

## Journalistkarriere
Efter 1865 drev han journalistik i mange forskellige blade, bl.a. som teateranmelder under mærket "Quis", og leverede poetiske Bidrag til samlinger og kalendere. Hans
livlige, behagelige stil og hans sunde, kvikke omdømme gjorde ham snart til en meget afholdt kronikør. I en årrække skrev han under mærket "Cabiro" ugentlige føljetoner i
Dagbladet, et udvalg udkom i bogform i 1870; som Dagbladets referent overværede han 1869 kronprinsens formæling i Stockholm og den verdenshistoriske åbning af Suezkanalen. Samme år var han som Studenterforeningens ledende senior leder for studentertoget til Norge.
Derefter redigerede han 1872—80 ugebladet Nær og Fjern, som fulgte prisværdig med på den almindelige dannelses forskellige områder og knyttede mange betydelige navne til sig. Selv besørgede Hansen her megen litterær og dramaturgisk kritik og var i reglen et pålideligt barometer for den kultiverede københavner-smag. Da ugebladet i 1880 forenedes med Illustreret Tidende, overtog han redaktionen af denne indtil 1884, da han på det Anckerske Legat gjorde en rejse i Tyskland, Schweiz og Østrig. 1881-88 var han formand for den københavnske Journalistforening, og 1888 var han ligeledes formand for den Højre- og Venstrepressen repræsenterende komité, som varetog pressens anliggender under Den Nordiske Industri-, Landbrugs- og Kunstudstilling i Kjøbenhavn 1888.
Fra 1886-89 var han lærer i dansk og litteraturhistorie for prins Christian; senere har han undervist prinsesse Louise i dansk litteraturhistorie. Siden 1885 leverede han jævnlig under fællesmærket "Nær og fjærn" artikler af mangeartet indhold, navnlig dog litterært, til Nationaltidende.

## Anden litterær virksomhed
Medens hans digte og hans roman Kristian Københavner (1882) er mindre betydelige (af digtene er det 1864 skrevne Tak for din Daad dog blevet meget populært), har han stor fortjeneste af den måde, hvorpå han har formået at omplante hele Goethes Faust til dansk. Af hans interesse for Goethe fremgik også det i 1904 udgivne værket Goethe, hans Liv og Værker (fuldendt efter Hansens død af Richard Moritz Meyer). Efter indbydelse holdt han 1891 i Christiania og Bergen foredrag over 2. del af Faust.
Mest betydning har Hansen dog haft for vor litteratur ved at levere den meget benyttede håndbog: Illustreret dansk Litteraturhistorie (2 bind, 1886, senere i ny udgave i 1902), hvor et stort stof lagdes frem på en overskuelig måde, og synspunkter og domme i reglen var forstandige og smagfulde. Som et sidestykke til dette værk har han udgivet en stor Illustreret dansk Teaterhistorie (3 bind, 1896).
I 1894 modtog Hansen, der både ved sin teaterkritik og forskellige oversættelser for scenen havde vist sine teaterinteresser, en ansættelse ved det Kongelige Teater som "Kommiteret" hos chefen og fik som sådan teatrets kunstneriske ledelse i sin hånd; efter sin afgang i 1899 var han censor ved teatret til sin død.
Hansen ægtede 1879 Åsa Catharina Ekman (født 1854), datter af grosserer og dampmøller, Oberst J.P.F. Ekman og Anine født Jørgensen.
Han er begravet på Assistens Kirkegård.

## Hæder
- 1883: Titulær professor
- 1894: Ridder af Dannebrogordenen
- 1898: Dannebrogsmændenes Hæderstegn
- 1899: Etatsråd